# Attainville
 Attainville  es una población y comuna francesa, en la región de Isla de Francia, departamento de Valle del Oise, en el distrito de Sarcelles y cantón de Domont.

## Demografía
| 364 | 338 | 309 | 314 | 412 | 368 | 383 | 390 | 372 | 356 | 341 | 346 | 342 | 341 | 350 | 351 | 319 | 355 | 343 | 340 | 381 | 407 | 437 | 431 | 374 | 413 | 455 | 503 | 504 | 589 | 1375 | 1732 |
| Para los censos de 1962 a 1999 la población legal corresponde a la población sin duplicidades (Fuente: INSEE [Consultar]) |     |     |     |     |     |     |     |     |     |     |     |     |     |     |     |     |     |     |     |     |     |     |     |     |     |     |     |     |     |      |      |